# Oxklobben (öster om Vänö, Kimitoön)
Oxklobben är en ö i Finland. Den ligger i Skärgårdshavet och i kommunen Kimitoön i den ekonomiska regionen  Åboland i landskapet Egentliga Finland, i den sydvästra delen av landet. Ön ligger omkring 63 kilometer söder om Åbo och omkring 150 kilometer väster om Helsingfors.
Öns area är 1,8 hektar och dess största längd är 220 meter i öst-västlig riktning.